# Yolanda Ortiz
Yolanda Benjamina Ortiz (n. 1926, Tucumán – 22 de junio de 2019, Buenos Aires) fue una doctora en Química argentina y la primera Secretaria de Recursos Naturales y Ambiente Humano de Argentina, secretaría creada por Juan Domingo Perón en 1973. Fue la primera mujer en ejercer un cargo de esas características en América Latina. Fue presidenta de la ONG ecológica "Centro Ambiental Argentino - CAMBIAR". Fue asesora ad honorem en el Ministerio de Ambiente y Desarrollo Sustentable de la Nación y del Consejo Federal de Medio Ambiente (COFEMA). 
Participó del Pacto Federal Ambiental. Siendo convocada en 2013 para la reformulación y actualización en el Art N°2.
En 2018, el Senado de la Nación Argentina le otorgó la mención Juana Azurduy en reconocimiento a su trayectoria. En 2020 se sancionó la "Ley Yolanda" de formación integral en medio ambiente, que obliga a los funcionarios públicos de los 3 poderes a capacitarse en temas de medio ambiente y cambio climático, nombrada de esa manera en homenaje a Yolanda Ortiz.

## Biografía
Yolanda Ortiz nació en Tucumán, pero la familia debió mudarse a Buenos Aires debido a los problemas de salud de uno de sus hermanos. Una vez en Buenos Aires, decidió estudiar Química.
Su primer trabajo fue en la compañía Shell y luego trabajó en la Dirección de Aduanas. 
Durante la década de los sesenta se dedicó a estudiar Toxicología en la Facultad de Ciencias Exactas y Naturales. En esa misma década obtuvo una beca en La Sorbona, en Francia, donde permaneció hasta finales de la década.
En 1973 fue convocada a dirigir la Secretaría de Medio Ambiente de América Latina por Juan Domingo Perón. Durante su exilio en España, el expresidente había tomado contacto con diversas perspectivas sobre la crisis ambiental y climática, y en 1972 redactó en Madrid un "Mensaje Ambiental a los Pueblos y Gobiernos del Mundo”. Tras su regreso a la Argentina, Perón decide crear esta nueva Secretaría e integrarla en la estructura del Ministerio de Economía, dependiente de José Ber Gelbard. Esta decisión reflejaba el pensamiento de Perón en la materia, donde el problema ambiental era un problema económico. Esta decisión, sin embargo, fue resistida por varias de las áreas de trabajo que dependían del Ministerio.
Tras la muerte de Perón y el derrocamiento de Isabel Perón, Yolanda debió exiliarse en Venezuela, donde trabajó en la Universidad Simón Bolívar. Permaneció allí por seis años.
A su regreso, fundó la organización no gubernamental el Centro Ambiental Argentino - CAMBIAR.
Yolanda Ortiz falleció en la ciudad de Buenos Aires el 22 de junio de 2019.

## Reconocimientos
En febrero de 2009, el Consejo Federal de Medio Ambiente (COFEMA) rindió un homenaje a la trayectoria de Yolanda Ortiz.
En mayo de 2015, la fundación R21 – Latinoamérica Sustentable, nombró a Yolanda Ortiz como Miembro Honorario por su destacada labor a favor del medioambiente y la sustentabilidad.

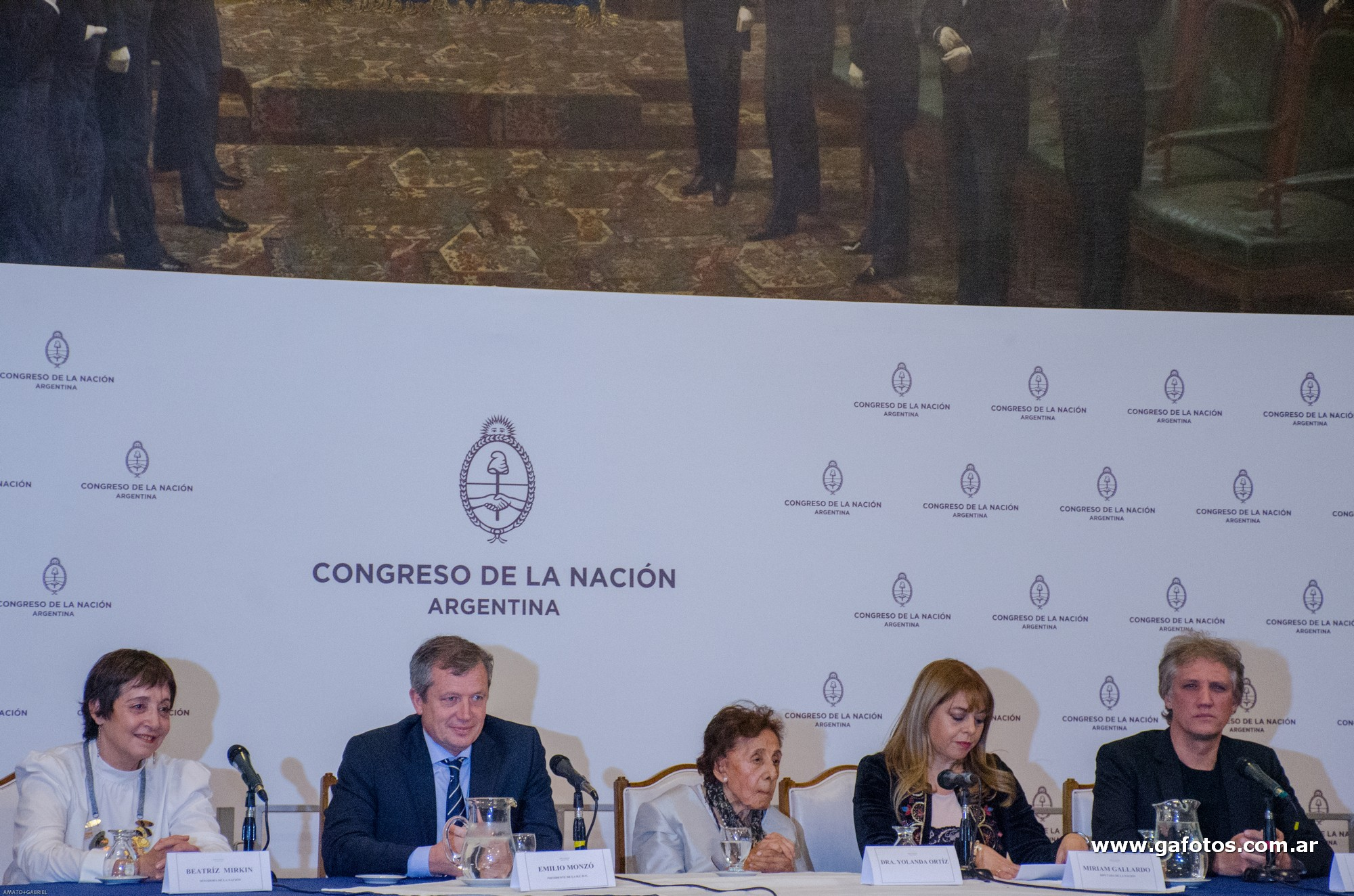
Yolanda Ortiz recibiendo un reconocimiento

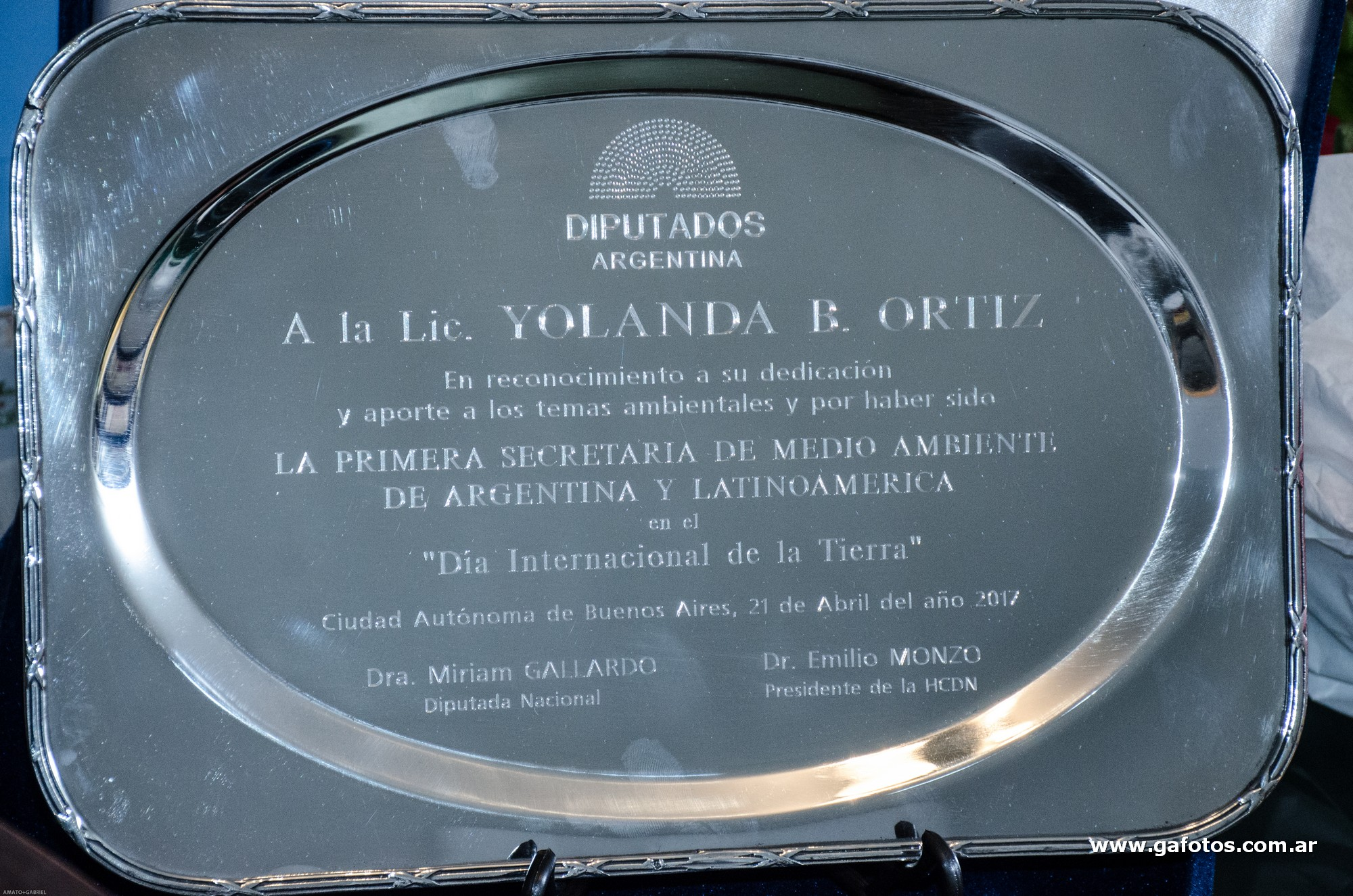
Placa de distinción para Yolanda Ortiz

El 27 de abril de 2017, la Mención de Honor por su trayectoria, el mayor reconocimiento de la Cámara de Diputados de la Nación, por su trayectoria en temas del cuidado del ambiente.
En 2018, el Senado de la Nación Argentina le otorgó la mención Juana Azurduy en reconocimiento a su trayectoria.
El Vivero Municipal de Quilmes lleva su nombre.